# État d'esprit
Pour l’article homonyme, voir État d'esprit (film).
Pour d'autres utilisations, voir Mindset et Mentalité.
 (juillet 2021).
Si vous disposez d'ouvrages ou d'articles de référence ou si vous connaissez des sites web de qualité traitant du thème abordé ici, merci de compléter l'article en donnant les références utiles à sa vérifiabilité et en les liant à la section « Notes et références ».

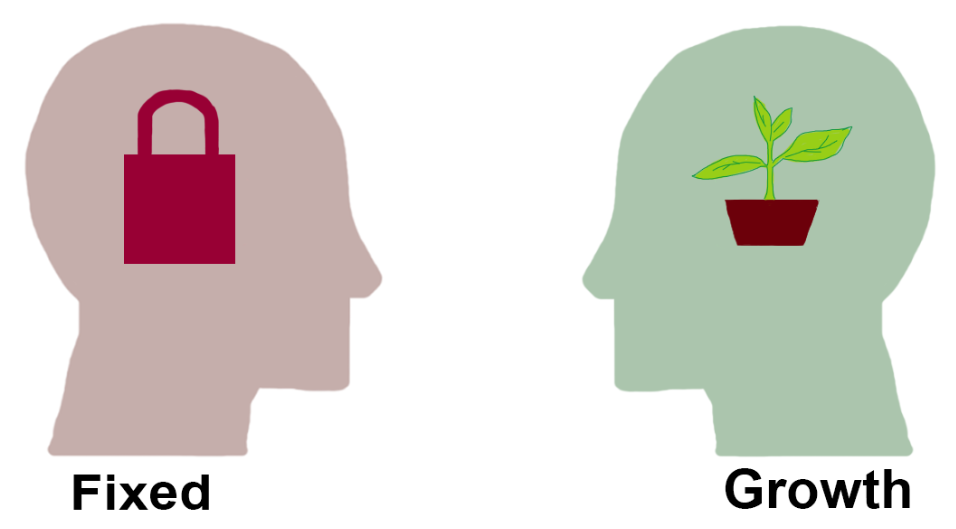
Schéma d'une conceptualisation de l'esprit fixe et de l'esprit de croissance.

En théorie de la décision et en théorie générale des systèmes, un état d'esprit est un ensemble d'hypothèses, de méthodes ou de notions détenues par une ou plusieurs personnes ou groupes de personnes. Un état d'esprit peut également être considéré comme découlant de la vision du monde ou de la philosophie de vie d'une personne.
Un état d'esprit peut être si fermement établi qu'il crée une puissante incitation au sein de ces personnes ou groupes à continuer d'adopter ou d'accepter des comportements, des choix ou des outils antérieurs. Ce dernier phénomène est aussi parfois décrit comme une inertie mentale, une « pensée de groupe », et il est souvent difficile de contrecarrer ses effets sur les processus d'analyse et de prise de décision.
En psychologie cognitive, un état d'esprit représente les processus cognitifs activés en réponse à une tâche donnée. 

## Historique de la recherche
Il semblerait que certaines des premières explorations empiriques de l'état d'esprit remontent au début des années 1900 (Gollwitzer 1990, 2012). Ces études sont identifiées comme fondatrices et précurseurs de l'étude de la cognition (Gollwitzer 1990, 2012). L'attention portée à l'état d'esprit dans le cadre de l'étude de la psychologie cognitive s'est poursuivie relativement sans relâche. En plus du domaine de la psychologie cognitive, l'utilisation de l'état d'esprit est évidente dans les sciences sociales et dans plusieurs autres domaines (par exemple, la psychologie positive). Une caractéristique de ce domaine d'étude, dans toutes ses diverses manifestations, est l'utilisation fragmentaire de la mentalité à travers l'académie. 

## En politique
Un exemple, dans une période bien connue de l'Histoire, est l'« état d'esprit de la Guerre froide » qui prévalait tant aux États-Unis qu'en URSS, et qui incluait une confiance absolue dans la théorie des jeux à deux joueurs, dans l'intégrité de la chaîne de commandement, dans le contrôle des matières nucléaires, et dans la destruction mutuelle assurée des deux en cas de guerre[réf. nécessaire]. Bien que la plupart considèrent que cet état d'esprit a utilement servi à prévenir une attaque par l'un ou l'autre pays, les hypothèses sous-jacentes à la théorie de la dissuasion ont fait des évaluations de l'efficacité de l'état d'esprit de la guerre froide un sujet de controverse.
La plupart des théoriciens considèrent que la principale responsabilité d'un groupe de pouvoir intégré est de remettre en question les hypothèses qui constituent l'état d'esprit du groupe lui-même[réf. nécessaire]. Selon ces commentateurs, les groupes de pouvoir qui ne parviennent pas à revoir ou à réviser leur état d'esprit avec une régularité suffisante ne peuvent pas conserver le pouvoir indéfiniment, car il est peu probable qu'un état d'esprit unique possède la flexibilité et l'adaptabilité nécessaires pour faire face à tous les événements futurs. Par exemple, les variations de mentalité entre les présidents du Parti démocrate et du Parti républicain aux États-Unis ont peut-être rendu ce pays plus apte à remettre en question les hypothèses que le Kremlin, dont la bureaucratie est plus statique.
La théorie militaire moderne tente de remettre en question les mentalités bien ancrées en traitant la guerre asymétrique, le terrorisme et la prolifération des armes de destruction massive. Combinées, ces menaces représentent « une révolution dans les affaires militaires » et exigent une adaptation très rapide aux nouvelles menaces et circonstances. Dans ce contexte, le coût de la non-application des mentalités adaptatives ne peut être supporté. 

## Dans la pensée systémique
S'appuyant sur le concept de Mindscape de Magoroh Maruyama (en),, la théorie du Mindset inclut des valeurs de type orientation culturelle et sociale : Individualisme hiérarchique (IH), Individualisme égalitaire (IE), Collectivisme hiérarchique (CH), Collectivisme égalitaire (CE), Synergisme hiérarchique (SH), Synergisme égalitaire (SE), Populisme hiérarchique (PH) et Populisme égalitaire (PE). 

## Collectif
Naturellement, la question de l'incarnation d'un état d'esprit collectif vient à l'esprit. L'analyse d'Erikson (1974) sur les identités de groupe et ce qu'il appelle un plan de vie semble pertinente ici. Il raconte l'exemple des Indiens d'Amérique, qui devaient subir un processus de rééducation destiné à leur inculquer un « plan de vie » moderne visant à obtenir une maison et une richesse exprimée par un compte en banque bien rempli. Erikson écrit que l'identité historique collective des Indiens en tant que chasseurs de bisons était orientée autour de raisons/objectifs si fondamentalement différents que même la communication sur les « plans de vie » divergents était difficile.
Il existe une double relation entre l'institution qui incarne par exemple un état d'esprit entrepreneurial et ses performances entrepreneuriales. Tout d'abord, une institution dotée d'une philosophie entrepreneuriale fixera des objectifs et des stratégies entrepreneuriales dans son ensemble, mais peut-être plus important encore, elle favorisera un milieu entrepreneurial, permettant à chaque entité de saisir les opportunités émergentes. En bref, la position philosophique codifiée dans l'esprit, donc l'état d'esprit, conduit à un climat qui, à son tour, engendre des valeurs qui conduisent à la pratique.
Les mentalités collectives en ce sens sont décrites dans des ouvrages tels que « Cognition in the wild » (1995) de Hutchin, qui analyse une équipe entière de navigateurs navals en tant qu'unité cognitive ou système informatique, ou l'ouvrage de Senges intitulé Knowledge entrepreneurship in universities (2007). Il existe également des parallèles avec le domaine émergent de « l'intelligence collective »[réf. incomplète] et l'exploitation de la « sagesse des foules »[réf. incomplète]) des parties prenantes. Zara note que la réflexion collective étant plus explicite, discursive et conversationnelle, elle a donc besoin d'un bon ¿gestell (en)? - surtout lorsqu'il s'agit de technologies de l'information et de la communication.
La plupart des historiens utilisent le concept de mentalité ou d'état d'esprit pour désigner des dispositions mentales évoluant très lentement et actives sur de longues périodes de temps, mais des efforts ont parfois été déployés pour l'appliquer également à des situations historiques évoluant beaucoup plus rapidement, comme la Révolution française[réf. incomplète] ou la courte période d'occupation de l'Allemagne par les Alliés après la Seconde Guerre mondiale[réf. incomplète]. 